# KeyRus
KeyRus — програма для комп'ютера, резидентний перемикач  клавіатури і дисплею для DOS, написаний донецьким студентом Дмитром Гуртяком в 1989 році і невдовзі широко розповсюджений в СРСР та за кордоном. Остання версія KeyRus вийшла в 1994. Програма розповсюджувалась безкоштовно (і була мало не першою дійсно популярною в СРСР програмою цього класу), автор враховував побажання користувачів.
KeyRus являє собою резидентну програму, що забезпечує перемикання розкладок клавіатури і завантажування шрифтів в CGA/EGA/VGA дисплей. Спочатку це був русифікатор, але потім з'явилась можливість задавати свої шрифти і розкладку клавіатури.
Від інших аналогічних програм KeyRus відрізнявся універсальністю, гнучкістю і компактністю. Користувач міг задавати клавіші перемикання клавіатури і дисплея, спосіб індикації режиму клавіатури, завантажувати додаткові чи нестандартні шрифти, керувати швидкістю автоповтору, гасити екран по закінченні певного часу, а також керувати перемиканням шрифтів і розкладок програмно і з командного рядка.
В пізніх версіях KeyRus була застосована оригінальна технологія архівування шрифтів: шрифти зберігались в пам'яті в запакованому вигляді, а при необхідності завантаження в дисплей розпаковувалась. Завдяки цьому KeyRus займав мінімальне місце в дуже обмеженій пам'яті DOS.
Разом з самою програмою поставлялись також редактори клавіатури та шрифтів.